# Gustavo Girón Higuita
Gustavo Girón Higuita OCD (* 28. Mai 1940 in Medellín, Kolumbien) ist ein römisch-katholischer Geistlicher und emeritierter Bischof von Tumaco.

## Leben
Gustavo Girón Higuita trat der Ordensgemeinschaft der Unbeschuhten Karmeliten bei und empfing am 2. Dezember 1967 die Priesterweihe.
Papst Johannes Paul II. ernannte ihn am 8. Februar 1990 zum Apostolischen Vikar von Tumaco und Titularbischof von Bisica. Die Bischofsweihe spendete ihm der Apostolische Nuntius in Kolumbien, Angelo Acerbi, am 22. April desselben Jahres; Mitkonsekratoren waren Carlos José Ruiseco Vieira, Erzbischof von Cartagena, und Miguel Angel Lecumberri Erburu OCD, emeritierter Apostolischer Vikar von Tumaco.
Mit der Erhebung zum Bistum am 29. Oktober 1999 wurde er zum ersten Bischof von Tumaco ernannt.
Papst Franziskus nahm am 25. Juli 2015 seinen altersbedingten Rücktritt an.